# 長瀬愛
長瀬 愛（ながせ あい、1979年10月26日 - ）は、日本の元AV女優。
千葉県出身。元ウィナーズアソシエーション所属。企画単体（いわゆるキカタン）女優の元祖。
裏ビデオにも多く出演している。

## 略歴
1999年に「ゆうか」名義でAVデビュー。きっかけは、スカウト。同年オーロラプロジェクト発売の『純情女子高生ゆうか18才Cカップ』で人気に火が付き、2001年度「オレンジ通信」AVアイドル賞受賞。
2002年、堤さやか、桃井望、樹若菜らとユニット｢minx｣を結成、CDをリリースするなどアイドルとしての活動を開始するが、桃井望の不慮の死により2002年10月で解散となった。
2003年、長瀬自身が原案を務めたマンガ『長瀬愛物語』が連載スタート。同年、AVを引退。
日本テレビで深夜・ゴールデンタイムに放送されていた『マネーの虎』のオープニングシーンにも札束を握った女子高生役にて登場。
ライターの安田理央は80年代AV（宇宙企画美少女）がセーラー服を着た清純派だったのに対して、長瀬らキカタンブーム期の女優は、同じ女子高生（校生）でもブルセラブームをアップデートさせたブレザーだったのが象徴的と記述している。

## 作品

### アダルトビデオ
ゆうか 名義
- 純情女子高生 ゆうか18才Cカップ Part.1（1999年8月1日、オーロラプロジェクト）
- 純情女子高生 ゆうか18才Cカップ Part.2（1999年8月1日、オーロラ・プロジェクト）
  - AURORA PROJECT PREMIUM 純情女子高生 ゆうか18才Cカップ Part.1&2（2003年7月11日、オーロラプロジェクト）
- 「ゆうか・ふたたび」 Vol.1（2000年7月1日、オーロラ・プロジェクト）
- 「ゆうか・ふたたび」 Vol.2（2000年7月1日、オーロラ・プロジェクト）
  - AURORA PROJECT PREMIUM 真・絶頂体験 「ゆうか・ふたたび」 Vol.1&2（2002年11月1日、オーロラプロジェクト）
- メヴィウス 3 ゆうか&ゆう 前編（2000年12月16日、オーロラ・プロジェクト）
- メヴィウス 3 ゆうか&ゆう 後編（2000年12月16日、オーロラ・プロジェクト）
- ゆうか・最終章 前編（2001年12月1日、オーロラ・プロジェクト）
- ゆうか・最終章 後編（2001年12月1日、オーロラ・プロジェクト）

長瀬愛(長瀬あい）名義
1999年
- ザ・カメラテスト カワイイ美乳ギャルは新人デビューする前に…（5月21日、アテナ映像）

2000年
- みるきぃガ〜ルズ!長瀬愛（6月9日、みるきぃぷりん♪）
- 新感覚ブルセラハメ撮りときめき女子高生 1（7月5日、ディープス）
- みるきぃHiスクール。長瀬愛（10月12日、みるきぃぷりん♪）
- AV虎の穴 AV女優の作り方 長瀬愛（12月26日、ワンズファクトリー）

2001年
- Love、Day After Tomorrow 長瀬あい（1月25日、GLAY'z）
- 愛 LOVEしましょ 長瀬愛（4月6日、TMA）
- 長瀬愛 Face of love（4月18日、タカラ映像）
- I LIKE YOUR EYEs AI NAGASE 長瀬愛、北川さやか（4月18日、タカラ映像）
- Judy＆Mary 長瀬愛（4月20日、アイルビークリエイト）
- Happy Date 長瀬愛（5月1日、ワンズファクトリー）
- 人気者で抜こう!!（5月24日、KUKI）
- 青い性欲 長瀬愛（6月7日、ドグマ）
- 痴女行為の虜になった私たち 4 高校の頃、同じクラスに痴女がいた。（6月7日、ハムレット）[5]
- 新任女教師 長瀬愛（6月7日、アイエナジー）
- 長瀬あいと学校でしようよ!（6月22日、GLAY'z）
- 徹底攻略 長瀬愛（7月1日、ワンズファクトリー）
- Angel（7月1日、アイデアポケット）
- 長瀬愛 Can you keep a secret?（7月4日、タカラ映像）
- 露出 長瀬愛、泉星香 （2001年7月4日、タカラ映像）
- メヴィウス 4 完結前編（7月5日、オーロラ・プロジェクト）
- メヴィウス 4 完結中編（7月5日、オーロラ・プロジェクト）
- メヴィウス 4 完結後編（7月5日、オーロラ・プロジェクト）
- 君を犯したい 長瀬愛（7月7日、アイエナジー）
- コスプレ 長瀬あい（7月27日、TMA）
- LOVE2デート（8月21日、ハムレット）
- ROX GIRL COLLECTION 2 長瀬愛、聖さやか（9月1日、桃太郎映像出版）
- 新任教師デラックス 長瀬愛（9月7日、アイエナジー）
- レズれ! 3（9月7日、ハムレット）
- Happy Date 長瀬愛（9月10日、ワンズファクトリー）
- 徹底攻略 長瀬愛（9月10日、ワンズファクトリー）
- みるきぃガ〜ルズ!長瀬愛（9月12日、みるきぃぷりん♪）
- 月刊 長瀬愛（9月28日、VIP）
- 君を犯したい 2 長瀬愛（10月6日、アイエナジー）
- 痴女行為の虜になった私たち 4 長瀬愛、一色志乃（10月6日、SODクリエイト）
- 人気女優で抜こう!!（10月12日、VIP）
- 最後の長瀬愛（10月12日、TMA）
- 愛をください 長瀬愛（10月26日、ビッグモーカル）
- ときめき女子校生 シリーズ Vol.1 長瀬愛（11月8日、ディープス）
- 長瀬愛の箱（12月5日、ワンズファクトリー）
- 妄想劇場 第1話 強制フェラチオお腹いっぱい（12月7日、アイエナジー）
- ありがとう 長瀬愛（12月14日、グレイズ）
- 妹はあまえんぼう（12月23日、レイディックス）
- 主演監督 長瀬愛（12月27日、ワンズファクトリー）

2002年
- EROCCO（1月18日、アリーナ）他多数出演
- REAL MODELS 20（2月1日、TMA）
- 青い性欲 女優編ベスト 森下 笠木 長瀬 森下くるみ、笠木忍、長瀬愛（4月6日、ドグマ）
- ルームメイト（4月6日、ドグマ）
- 超‐股間のアングル（5月1日、ワンズファクトリー）
- 生 女子校生 長瀬愛（5月3日、デジタルドリーム）
- 24人のカリスマアイドル（5月17日、ケイ・エム・プロデュース）
- 長瀬愛のイケイケ合体志願（6月13日、キング デマンド デリ）
- 完全 長瀬愛（6月14日、デジタルドリーム）
- 長瀬愛スペシャル（7月5日、アイエナジー）
- ロリータ監禁レズ（7月19日、SODクリエイト）
- みるきぃHiスクール。長瀬愛 2（8月1日、みるきぃぷりん♪）
- わたしの全部見せてアゲル AI NAGASE[長瀬愛]（8月1日、美人画報）
- 長瀬愛、堤さやか、桃井望 デラックス（8月4日、アイエナジー）
- The Best of Angel Girl 広末奈緒×長瀬愛（8月8日、アイデアポケット）
- 妹に犯されたい。 長瀬愛（8月10日、ドグマ）
- 女子大生 禁忌の生贄 〜近親輪姦レイプ〜 長瀬愛（9月6日、SODクリエイト）
- 長瀬愛ちゃんだよ（9月20日、ホットエンターテイメント）
- あいふたたび 長瀬愛（10月1日、TMA）
- WWAV 〜第二章〜 兆し（10月25日、オブテイン・フューチャー）
- 続 新任女教師 長瀬愛（11月4日、アイエナジー）
- 特選インディーズアイドル 長瀬愛＆堤さやか（11月13日、ハヤブサ）
- 新型マジックミラー号21誕生記念全国出張ファン感謝祭神奈川県川崎市編（11月20日、SODクリエイト）[6]
- 大暴露（11月20日、ネクストイレブン）
- ねこねこ狂騒曲（11月20日、クロスフィールド）
- 超高級美少女レズ・ソープ嬢 2 長瀬愛（12月6日、ディープス）
- 新任女教師 君を犯したいスペシャル 輪姦伝説（12月6日、アイエナジー）
- 長瀬愛のレズ第2弾 澤宮有希ちゃんと濃厚レズファック（12月6日、素人倶楽部）
- THE 痴女 淫女男喰（12月6日、ジャネス）
- Private Teacher 長瀬愛 相沢まほ（12月18日、ジャネス）
- first lady 長瀬愛（12月18日、ジャネス）
- W痴女 長瀬愛＆堤さやか（12月18日、ジャネス）
- 人気女優8人が!!（12月20日、ネクストイレブン）
- WWAV 〜最終章 JUDGMENT DAY〜（12月20日、オブテイン・フューチャー）
- アブノーマルなアイドル（12月22日、銀河映像）
- EROTIC DANCE 長瀬愛＆堤さやか（12月27日、ジャネス）

2003年
- 大衆風俗嬢（1月10日、ナチュラルハイ）
- 聖露出 長瀬愛（1月10日、忠実堂）
- 新型マジックミラー号21誕生記念全国出張ファン感謝祭千葉県佐倉市編（1月23日、SODクリエイト）
- ADハルナの接吻バトルロワイヤル 2nd BATTLE（2月6日、忠実堂）
- 夢の競演 長瀬愛&泉星香の超過激レズ(素人倶楽部）
- Remix of 樹若菜 樹若菜、長瀬愛、堤さやか（3月6日、SODクリエイト）
- やみつきプロモ VOL.1 [長瀬愛]（3月20日、アイエナジー）
- 体感ファックif...7 僕の彼女は長瀬愛（3月28日、桃太郎映像出版）
- 堤さやかデラックス 堤さやか、長瀬愛、桃井望（4月5日、アイエナジー）
- NG！！Best of 長瀬愛（4月5日、アイエナジー）
- 接吻中毒少女（4月10日、ドグマ）
- 濃縮 長瀬愛（4月18日、オブテインフューチャー）
- B P T D-IDOL 長瀬愛 POWER UP RETURNS（4月22日、未来 フューチャー）
- 素人倶楽部オムニ 長瀬愛スペシャル 長瀬愛、泉星香、澤宮有希（4月22日、素人倶楽部）
- 長瀬愛 完全版（5月1日、ワンズファクトリー）
- 超アイドル長瀬愛のノーモザイクビデオ 穴パン 2003 （5月3日、ディープス）
- IDOL LES 長瀬愛・堤さやか（5月21日、ジャネス）
- 濃縮キャンペーンセット 長瀬愛、朝河蘭、樹若菜（5月23日、オブテインフューチャー）
- SWEET DEVIL TEACHER 長瀬愛（5月29日、ジャネス）
- P.C.Sport DVD 01 あい 長瀬愛（6月6日、ワールドユニティ）
- 自慰悶絶 長瀬愛（6月12日、ジャネス）
- プレミアム 長瀬あい（7月1日、マルクス兄弟）
- 時空特捜 エレクトリア（7月5日、アイエナジー）
- 獲物 〜狂気の眼〜（7月8日、アタッカーズ）
- 純情女子校生 ゆうか18才Cカップ PART.1＆2 長瀬愛（7月11日、オーロラ）
- 濃縮 長瀬愛 2（7月15日、オブテインフューチャー）
- 新人ナースの凌辱教育指導（8月3日、アイエナジー）
- 龍縛監禁凌辱2 女子校生強制処女喪失（8月8日、アタッカーズ）
- THE 長瀬愛（8月8日、ハヤブサ）
- THE 長瀬愛 ANTHOLOGY（8月22日、デジタルバンク）
- 長瀬愛がアナタのお好きなシチュエーションで癒したげるよ（9月1日、MOODYZ）
- 僕だけのペット 長瀬愛（9月5日、アイエナジー）
- 濃縮 長瀬愛 3（9月19日、オブテインフューチャー）
- 長瀬愛ベストコレクション（10月10日、ドグマ）
- 完全 長瀬愛2（10月17日、デジタルドリーム）
- No.1 美女 11人斬り OL+女教師4時間（11月6日、アイエナジー）
- 長瀬愛 4時間1980円（11月20日、ディープス）
- 長瀬あいの完全ハメ撮り コスプレSM（11月20日、素人倶楽部）
- 3人バイブ責めでイキまくりの連続 これが素人倶楽部の原点だ!! 榊うらら、長瀬愛、堤さやか（11月20日、素人倶楽部）
- 長瀬愛 公式引退作品（11月21日、アリスJAPAN）
- 長瀬愛とちっちゃい子980（11月21日、エクストリージョン）
- 長瀬愛 連続SEXトランス編集90分（12月10日、ワンズファクトリー）
- 長瀬愛ちゃん、再登場 何十回イッたか教えて下さい!!（12月26日、素人倶楽部）
- 長瀬愛 LAST（12月10日ルファーインターナショナル）

2004年
- さやか＆あいの自我撮りオナニー 堤さやか、長瀬愛（2月9日、素人倶楽部）
- 独占 長瀬愛（2月20日、デジタルドリーム）
- DANCING IDOLS 長瀬愛、堤さやか、笠木忍、桃井望（3月19日、ジャネス）
- 密輸入密造DVD 堤さやか、長瀬愛、桃井望 緊急放出（5月8日、秘密結社「Z」）
- 長瀬愛の表で発売できない 裏 DVD（7月22日、裏もの.Network.）

2005年
- 裏ビデオ 堤さやか、長瀬愛、桃井望（2月22日、裏屋）
- 長瀬愛 -厳選特集- 創刊号（4月22日、ザイエ）
- 夢の競演 長瀬愛＆泉星香の超過激レズ（7月15日、素人倶楽部）
- 衝撃裏映像 堤さやか 長瀬愛（10月25日、極宣企画）
- 生でベロベロいかせて!19 【12人の咥える女たち】(11月28日、ボーダー）

2006年
- 人工膣型 長瀬愛 感触ホール（6月7日、LUCKY TIME）
- 私立ご奉仕学園 エロカワ日記 長瀬愛、堤さやか、渋谷りな（6月23日、デジタルバンク）
- サンプルビデオ流出 長瀬愛（8月25日、ホッサン）

2008年
- W出演 堤さやか・長瀬愛 型抜きホール（8月25日、おもちゃ）
- 完全限定生産 SOFT ON DEMAND ClassicBox Platinum（10月9日、SODクリエイト）

2009年
- DIGITAL REMOSAIC あいふたたび（7月31日、DIGITAL REMOSAIC）
- MOSAIC REMASTER Love，Day After Tomorow（8月21日、グレイズ）

2011年
- 長瀬愛スペシャルコレクション（4月13日、オーロラプロジェクト・アネックス）

発売日不明
- 美少女監禁性奴隷（帝国映像）
- メガロマニアデラックス（アクセス）
- クアトロ（販売麒麟堂、企画制作クアトロプロジェクト）
- 長瀬愛の催眠伝説（バーチャルカンパニー）

## 書籍

### 写真集
- 感傷旅行（2001年12月、メディアックス、撮影：西尾和久）ISBN 978-4896136777
- ナガセ・ハシル!（2002年5月、ぶんか社、撮影：吉田裕之）ISBN 978-4821124244
- ラブラブ 長瀬愛（2002年9月、バウハウスムック）

### コミック
- 長瀬愛物語（2003年5月、ジュネコミックス）（原案:長瀬愛 作画:近石雅史）